# Rentiesville
Rentiesville és un poble dels Estats Units a l'estat d'Oklahoma. Segons el cens del 2000 tenia 102 habitants.

## Demografia
Segons el cens del 2000, Rentiesville tenia 102 habitants, 42 habitatges, i 27 famílies. La densitat de població era de 22,9 habitants per km².
Dels 42 habitatges en un 21,4% hi vivien nens de menys de 18 anys, en un 42,9% hi vivien parelles casades, en un 19% dones solteres, i en un 35,7% no eren unitats familiars. En el 31% dels habitatges hi vivien persones soles el 14,3% de les quals corresponia a persones de 65 anys o més que vivien soles. El nombre mitjà de persones vivint en cada habitatge era de 2,43 i el nombre mitjà de persones que vivien en cada família era de 3.
Per edats la població es repartia de la següent manera: un 25,5% tenia menys de 18 anys, un 5,9% entre 18 i 24, un 23,5% entre 25 i 44, un 24,5% de 45 a 60 i un 20,6% 65 anys o més.
L'edat mediana era de 42 anys. Per cada 100 dones de 18 o més anys hi havia 85,4 homes.
La renda mediana per habitatge era de 23.750 $ i la renda mediana per família de 31.250 $. Els homes tenien una renda mediana de 6.250 $ mentre que les dones 36.250 $. La renda per capita de la població era de 21.862 $. Entorn del 26,9% de les famílies i el 24,4% de la població estaven per davall del llindar de pobresa.

## Poblacions més properes
El següent diagrama mostra les poblacions més properes.